# Žitkovac (Zvečan)
Pour l’article homonyme, voir Žitkovac.
Žitkovac en serbe latin et Zhitkoc en albanais (en serbe cyrillique : Житковац) est une localité du Kosovo située dans la commune/municipalité de Zvečan/Zveçan, district de Mitrovicë/Kosovska Mitrovica. Selon des estimations de 2009 comptabilisées pour le recensement kosovar de 2011, elle compte 497 habitants, dont une majorité de Serbes.

## Démographie

### Évolution historique de la population dans la localité
| 1948 | 1953 | 1961 | 1971 | 1981 | 1991 | 2009 |
| ---- | ---- | ---- | ---- | ---- | ---- | ---- |
| 422  | 470  | 526  | 588  | 754  | 507  | 497  |

|  |